# Sdružení obcí Pošumaví
Sdružení obcí Pošumaví je svazek obcí v okresu Klatovy, jeho sídlem jsou Žichovice a jeho cílem je zmnožení sil a prostředků při prosazování záměrů rozvoje obcí. Sdružuje celkem 14 obcí a byl založen v roce 1999.

## Obce sdružené v mikroregionu
- Budětice
- Bukovník
- Čímice
- Dobršín
- Domoraz
- Dražovice
- Frymburk
- Nezdice na Šumavě
- Podmokly
- Soběšice
- Žihobce
- Nezamyslice
- Strašín
- Rabí